# Jim Valentino
Jim Valentino (New York, 28 oktober 1952) is een Amerikaans comictekenaar, -schrijver en -uitgever. Hij richtte in 1992 samen met Erik Larsen, Jim Lee, Rob Liefeld, Todd McFarlane en Marc Silvestri uitgeverij Image Comics op. Van 1999 tot en met 2003 was hij algeheel directeur van het bedrijf, waarna Larsen hem opvolgde.

## Biografisch
Na in de jaren 70 gewerkt te hebben voor kleine uitgeverijen, bedacht Valentino in 1983 normalman. Dit verscheen eerst als backup-verhaal in Cerebus, waarna uitgever  Aardvark-Vanaheim hem en het personage een eigen serie gunde. Valentino werd eind jaren 80 aangenomen door Marvel Comics. Daar werkte hij aan onder meer Guardians of the Galaxy. Omdat (onder andere) hij het er niet mee eens was dat alles wat hij bedacht automatisch het creatieve eigendom werd van Marvel, begon de Amerikaan met een groep gelijkgestemden in 1992 Image Comics. Bij die maatschappij werd iedere tekenaar en schrijver wél eigenaar van zijn eigen geesteskinderen.
Valentino's eigen tak binnen Image noemde hij Shadowline. De hoofdtitel die hij daarvoor schreef was Shadowhawk, over een superheld die buiten zijn schuld om besmet raakt met het Hiv. De Amerikaan begon in 2008 de imprint Silverline Books, waarbij enkel graphic novels uitkomen met verhalen die nooit in andere vorm verschenen.